# Hymne til skønheden
Hymne til skønheden er en dansk dokumentarfilm fra 1990, der er instrueret af Leif Andruszkow.

## Handling
Musik-poetisk video over musik af Chopin og digte af Baudelaire til dias-billeder fra Versailles. Videoen er blevet til på baggrund af et eksperiment med Fotovix, hvormed der kan manipuleres med farverne, laves billedudsnit samt positiv/negativ omvending. Det samme billede fremtræder i meget forskellige og præparerede udgaver og fremstår derved som billed-collager.